# Calcul quantique adiabatique
Pour les articles homonymes, voir AQC.
Le calcul quantique adiabatique (en anglais, adiabatic quantum computation ou AQC) est une méthode de calcul quantique reposant sur le théorème adiabatique, qui peut être vu comme une sous-classe des méthodes de recuit simulé quantique,,,,. 

## Principe du calcul
On détermine d'abord un  hamiltonien complexe dont l'état fondamental décrit une solution du problème étudié.  On prépare ensuite un système possédant un hamiltonien plus simple, que l'on initialise dans son état fondamental.  On fait alors évoluer adiabatiquement cet hamiltonien vers le hamiltonien complexe qu'on a déterminé ; d'après le théorème adiabatique, le système reste dans l'état fondamental, et son état final décrit une solution du problème envisagé.
Le calcul adiabatique pourrait être un moyen de contourner le problème de la dissipation quantique (en), analogue à celui de la décohérence pour les calculateurs quantiques usuels. Le système étant dans l'état fondamental, les interférences avec le monde extérieur ne peuvent faire descendre son énergie davantage ; d'autre part, si l'énergie extérieure (la « température du bain ») est maintenue plus basse que l'écart entre l'état fondamental et le premier état excité, le système a une probabilité faible (proportionnelle à cette énergie) de changer d'état. Le système peut ainsi rester dans un seul état propre aussi longtemps que nécessaire.
Des résultats d'universalité pour le modèle adiabatique sont liés à la notion de  complexité quantique et à l'existence de problèmes QMA-durs (en).  Le hamiltonien k-local est QMA-complet pour k ≥ 2, et des résultats de  QMA-difficulté sont connus pour les modèles en réseau (en) de qubits, par exemple :
{\displaystyle H=\sum _{i}h_{i}Z_{i}+\sum _{i<j}J^{ij}Z_{i}Z_{j}+\sum _{i<j}K^{ij}X_{i}X_{j}},
où  {\displaystyle Z,X} représentent les matrices de Pauli {\displaystyle \sigma _{z},\sigma _{x}}.  De tels modèles sont utilisés pour un calcul quantique adiabatique universel. Les hamiltoniens du problème QMA-complet peuvent aussi être restreints à agir sur une grille bidimensionnelle de qubits ou même sur une ligne de particules quantiques avec 12 états par particule ; si de tels modèles s'avéraient physiquement réalisables, ils pourraient également être utilisés comme blocs de construction d'un ordinateur quantique adiabatique universel.

## Problèmes pratiques
En pratique, des problèmes surviennent lors d'un calcul. Alors que le hamiltonien change progressivement, la partie intéressante du calcul (le comportement quantique et non  classique) survient alors que plusieurs qubits sont proches d'un point de basculement. C'est exactement à ce   point que l'état fondamental (correspondant à un ensemble d'orientations des qubits) devient très proche du niveau d'énergie suivant (un ensemble différent d'orientations). Un léger apport d'énergie (venant de l'extérieur, ou provenant du changement d'hamiltonien) pourrait pousser le système hors de l'état fondamental, et ruiner le calcul. Essayer d'accélérer le calcul augmente l'énergie externe ; augmenter le nombre de qubits rend la bande interdite aux points de bascule plus étroite.

## Les processeurs quantiques de D-Wave
Le D-Wave One est un  dispositif construit par la compagnie canadienne D-Wave, qui le décrit comme effectuant  du recuit simulé quantique. En 2011, Lockheed Martin en a acheté un pour environ 10 millions de dollars US ; en mai 2013, Google a acheté un D-Wave Two de 512 qubits. En 2014, on ne sait toujours pas  si les processeurs de D-Wave offrent un avantage de vitesse par rapport à des composants classiques. Des tests exécutés par des chercheurs de l'université de Californie du Sud, de l'École polytechnique fédérale de Zurich, et de  Google ne montrent aucun avantage quantique clair,.